# 2010年代臺灣
| 世紀： | 20世紀臺灣 \| 21世紀臺灣 \| 22世紀臺灣                                                                                                   |
| 年代： | 1980年代臺灣 \| 1990年代臺灣 \| 2000年代臺灣 \| 2010年代臺灣 \| 2020年代臺灣 \| 2030年代臺灣 \| 2040年代臺灣                             |
| 年份： | 2010年臺灣 \| 2011年臺灣 \| 2012年臺灣 \| 2013年臺灣 \| 2014年臺灣 \| 2015年臺灣 \| 2016年臺灣 \| 2017年臺灣 \| 2018年臺灣 \| 2019年臺灣 |

2010年代，是台灣在解除戒嚴令後的第三個十年，相當於民國紀元為99年至108年。

## 大事紀
- 2010年6月29日：簽訂海峽兩岸經濟合作架構協議，做為未來兩岸開放市場的基礎協定。
- 2012年1月14日：舉辦2012年中華民國總統副總統及立法委員選舉，總統、副總統由馬英九搭擋吳敦義連任。
- 2013年5月9日：廣大興28號事件。屏東縣琉球鄉籍漁船廣大興28號在巴林坦海峽遭菲律賓公務船攻擊，造成1人死亡。
- 2013年7月11日：發生洪仲丘事件。之後公民1985行動聯盟發起白衫軍運動，促成立法院在8月6日三讀通過《軍事審判法》修正案。
- 2014年3月18日－2014年4月10日：發生太陽花學運。
- 2014年5月21日：台北捷運發生隨機殺人事件。
- 2014年11月29日：舉辦2014年中華民國地方公職人員選舉。在下屆22名地方首長中，13名為民主進步黨籍、6名為中國國民黨籍、3名為無黨籍。
- 2015年5月24日－2015年8月6日：發生反高中課綱微調運動，其間造成20歲青年林冠華燒炭自殺以表抗議。
- 2015年11月7日：總統馬英九與中共中央總書記兼中國國家主席習近平於新加坡會面及晚宴。
- 2016年1月16日：舉辦2016年中華民國總統副總統及立法委員選舉。第三次政黨輪替，也是國會首次政黨輪替，並產生中華民國史上首位女性總統蔡英文。
- 2016年8月1日：舉辦中華民國政府向原住民族道歉儀式，由蔡英文總統代表中華民國總統府向原住民族正式道歉。
- 2018年11月24日：舉辦2018年中華民國地方公職人員選舉。在下屆22名地方首長中，15名為中國國民黨籍、6名為民主進步黨籍、1名為無黨籍。
- 2019年5月24日：司法院釋字第七四八號解釋施行法生效，為亞洲同性婚姻合法化首例。

## 文化

### 原住民族

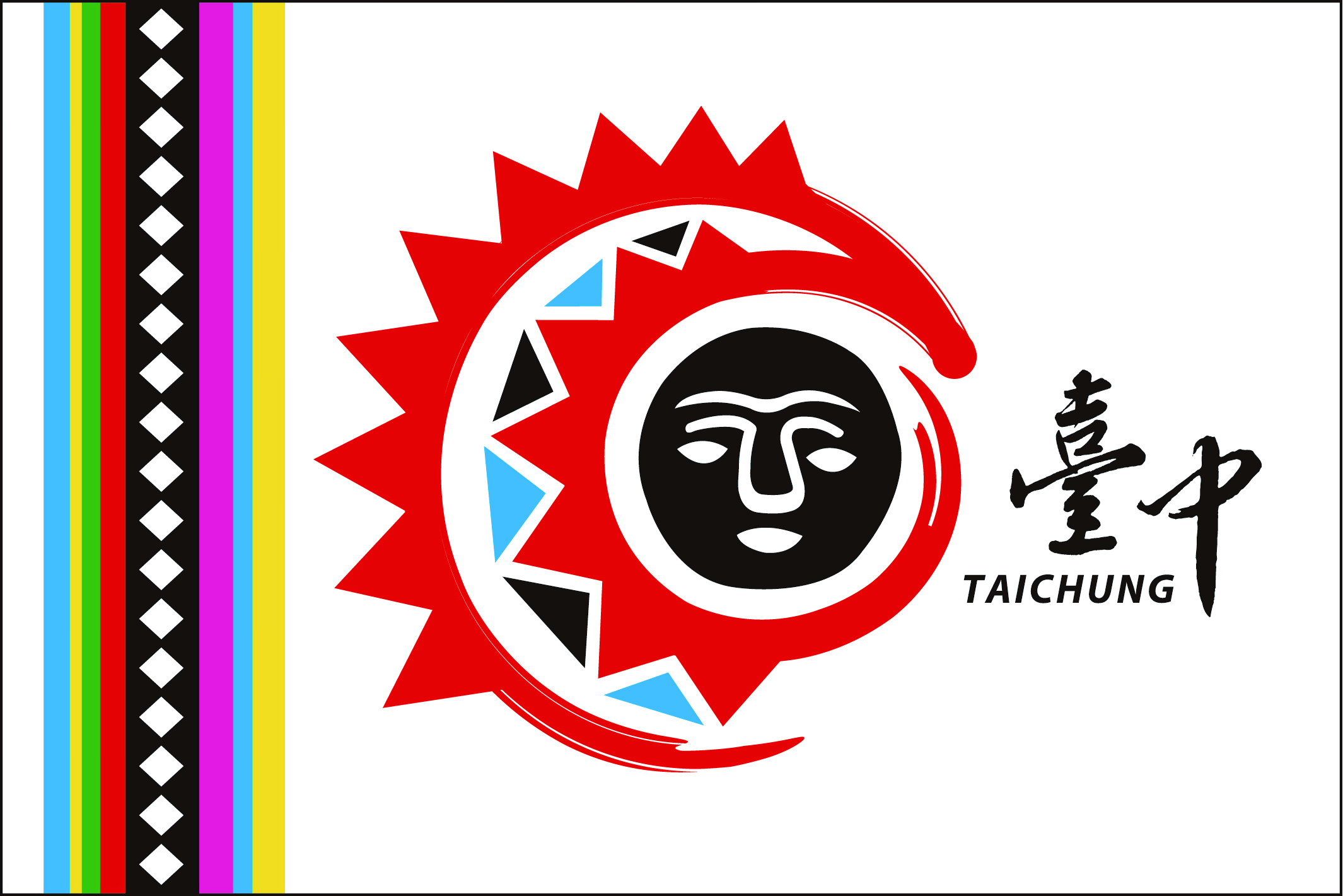
臺中市原住民旗

- 2014年6月26日：拉阿魯哇族成為中華民國政府官方承認的臺灣原住民族第15族。
- 2014年6月26日：卡那卡那富族成為中華民國政府官方承認的臺灣原住民族第16族。
- 2016年8月1日：中華民國政府向原住民族道歉儀式於中華民國總統府經國廳舉行。
- 2017年4月3日：魯凱族民族議會成立，宣示魯凱族與中華民國的「準國與國」關係。
- 2017年8月1日：臺中市政府在原住民族日，升起臺中原住民的旗幟。

## 交通

### 公路
- 2010年8月2日：台84線麻豆交流道至西庄交流道通車。
- 2010年12月26日：台86線台南交流道至灣裡交流道通車。
- 2011年7月30日：台61線布袋一交流道至布袋二交流道通車。
- 2011年10月2日：台84線下營系統交流道至麻豆交流道通車。
- 2012年11月23日：台82線全線通車。
- 2012年12月16日：中山高速公路五股楊梅高架橋中壢轉接道至楊梅端通車。
- 2013年1月31日：台65線全線通車。
- 2013年4月20日：中山高速公路五股楊梅高架橋全線通車。
- 2013年5月10日：台61線大城交流道至橋頭交流道通車。
- 2013年10月20日：台84線學甲交流道至下營系統交流道通車。
- 2013年10月21日：台61線橋頭交流道至湖仔內交流道通車。
- 2013年11月18日：台61線福興交流道至漢寶交流道通車。
- 2013年12月15日：台86線全線通車。
- 2013年12月19日：台62甲線全線通車。
- 2013年12月31日：台74線全線通車。
- 2014年1月2日：高速公路改採計程收費。
- 2014年7月27日：臺中市快捷巴士藍線通車。
- 2014年9月27日：台84線全線通車。
- 2015年7月8日：臺中市快捷巴士藍線廢止。
- 2016年7月28日：台68線全線通車。
- 2017年11月11日：台61線七股交流道至十份交流道通車。
- 2017年12月5日：台61線觀音交流道至永安交流道通車。
- 2017年12月17日：台61線王功交流道至芳苑交流道通車。
- 2018年2月5日：台9線蘇花改蘇澳至東澳段通車。
- 2018年3月31日：台61線房裡交流道－大安二交流道主線立體化工程通車。
- 2018年5月19日：台61線永安交流道－新豐一交流道主線通車[1]。
- 2018年6月2日：台61線白沙屯交流道－通霄一交流道通車，通霄一交流道－房裡交流道最高速限由原80km/h提高為90km/h。
- 2019年7月1日，台9線南迴改香蘭－金崙段全線通車。
- 2019年10月28日，台9線南迴改金崙－大鳥段全線通車。
- 2019年12月23日，台9線南迴改安朔－草埔段通車，開放小客車及大客車通行。
- 2019年12月27日：台61線芳苑交流道－大城交流道通車[2][3]。

### 鐵路
- 2010年7月14日：臺灣鐵路管理局於善化－新市間設置之南科車站啟用。
- 2010年3月22日：林務局嘉義林區管理處自宏都阿里山公司收回阿里山森林鐵路之經營權。
- 2011年1月2日：臺灣鐵路管理局沙崙線開始營運。
- 2011年11月11日：臺灣鐵路管理局六家線開始營運，同時也恢復先前因工程需要而停駛的內灣線新竹－竹東段營運。
- 2013年5月1日：臺灣鐵路管理局開始協助阿里山森林鐵路營運。
- 2014年1月9日：臺灣鐵路管理局深澳線恢復客運。
- 2014年1月10日：臺灣鐵路管理局於保安－中洲間設置之仁德車站啟用。
- 2014年11月2日：員林鐵路高架化通車。
- 2015年8月23日：臺灣鐵路管理局屏東線高架化、雙線化、電氣化工程完成。
- 2015年12月1日：台灣高速鐵路增設苗栗、彰化、雲林三站。
- 2016年10月16日：台中鐵路高架化通車。
- 2018年10月14日：高雄鐵路地下化通車。

### 捷運
- 2010年11月3日：臺北捷運蘆洲線全線與新莊線大橋頭－忠孝新生段通車。
- 2012年1月5日：臺北捷運新莊線大橋頭至輔大段通車。
- 2012年9月30日，臺北捷運東門站通車，新莊線忠孝新生－古亭段正式營運，同時北投－南勢角營運模式走入歷史。
- 2012年12月23日：南岡山站啟用，高雄捷運紅線全線通車。
- 2013年6月29日：臺北捷運輔大－迴龍段通車，新莊線全線通車。
- 2013年11月24日：臺北捷運信義線中正紀念堂－象山段通車。
- 2014年11月15日：臺北捷運松山線通車，同時小南門線及淡水－新店營運模式走入歷史。
- 2015年7月6日：臺北捷運板南線自永寧站延伸至頂埔站，該線全線通車。
- 2015年10月16日：高雄捷運環狀輕軌籬仔內－凱旋中華段試營運。
- 2017年3月2日：桃園捷運機場線正式通車。
- 2017年9月26日：高雄捷運環狀輕軌第一階段正式通車。
- 2018年9月5日：高雄捷運紅線高雄車站永久站啟用（現在只開放2號入口）。
- 2018年12月23日：新北捷運淡海輕軌綠山線正式通車。

### 其他
- 2014年2月13日：一卡通票證公司正式成立，一卡通之相關業務不再由高雄捷運公司負責。

## 教育
- 2011年12月1日：國立臺中技術學院與國立臺中護理專科學校合併並改制為國立臺中科技大學，以國立臺中技術學院為存續學校。
- 2013年8月1日：臺北市立教育大學與臺北市立體育學院合併為臺北市立大學。
- 2014年2月13日：高鳳數位內容學院宣布停辦。
- 2014年8月1日：國立屏東教育大學與國立屏東商業技術學院合併為國立屏東大學。
- 2014年8月1日：法鼓佛教學院與法鼓人文社會學院合併為法鼓文理學院
- 2014年8月5日：教育部核准永達技術學院停辦。
- 2016年11月1日：國立新竹教育大學併入國立清華大學
- 2018年2月1日：國立高雄第一科技大學、國立高雄海洋科技大學、國立高雄應用科技大學三校合併為國立高雄科技大學。

## 災害

### 地震
- 2016年2月6日：高雄市美濃區發生芮氏規模6.6的地震，117人罹難。
- 2018年2月6日：花蓮縣發生芮氏規模6.4的地震，17人罹難。

### 空難
- 2014年7月23日：復興航空222號班機於澎湖縣湖西鄉墜毀，48人罹難。
- 2015年2月4日：復興航空235號班機於臺北市及新北市交界之基隆河墜毀，43人罹難。

### 船難
- 2014年10月10日：隸屬於國家實驗研究院的研究船海研五號晚間於澎湖外海沉沒，2人罹難。[4][5]

### 鐵道事故
- 2018年10月21日：台鐵TEMU2000型電聯車於宜蘭線新馬車站北側彎道出軌，18人罹難。

### 爆炸
- 2014年7月31日：高雄市前鎮區於晚間至隔日清晨間發生大規模氣爆事故，32人罹難。
- 2015年6月27日：新北市八里區的八仙海岸園區內發生八仙樂園彩色派對火災，15人罹難。

### 火災
- 2012年10月23日：台南新營醫院北門分院大火，13人罹難。
- 2016年7月19日：桃園遊覽車火燒車事件，26人罹難。
- 2018年8月13日：台北醫院大火，14人罹難。

### 颱風
- 2010年10月21日－10月23日：梅姬颱風造成38人罹難。
- 2012年7月30日－8月3日：蘇拉颱風造成15人罹難。
- 2015年8月6日－8月8日：蘇迪勒颱風造成12人罹難。

### 山崩
- 2010年4月25日：福爾摩沙高速公路基隆汐止段發生山崩，4人罹難。

## 逝世
- 2012年1月3日：鳳飛飛，59歲，歌手，因肺癌病逝於香港。
- 2013年7月22日：紀弦，101歲，現代著名詩人，現代派詩歌的倡導者，病逝。
- 2013年8月5日：林樑，55歲，臺灣林口長庚醫院臨床毒物科主任、毒物學教授，因敗血性休克和器官衰竭，病逝於林口長庚醫院。
- 2014年1月11日：蔡同榮，78歲，臺灣政治人物、民間全民電視公司創辦人，因腦中風及器官衰竭病逝。
- 2014年2月17日：高凌風，63歲，本名葛元誠，台灣藝人。血癌病逝。
- 2014年3月13日：王金河，97歲，臺灣醫生，有「臺灣烏腳病之父」的美名，因腦中風及心臟衰竭病逝於臺大醫院。
- 2014年5月1日：周夢蝶，93歲，本名周起述，臺灣詩人、文學家，因多重器官衰竭病逝。
- 2014年9月12日：曹永和，93歲，是唯一沒有大學文憑的中央研究院院士、並以研究台灣荷西殖民時期及提出「臺灣島史觀」等事而著名的臺灣歷史學者，曾獲頒荷蘭奧倫治-拿騷勳章（英语：Order of Orange-Nassau）及日本旭日中授章，因多重器官衰竭辭世。
- 2017年5月15日：豬哥亮，70歲，曾經是1970-1980年代的秀場天王，也博取許多觀眾笑聲以及掌聲，1993-1997年因賭博輸錢而遭人討債而出國深造，1997-1999年曾回到螢光幕上主持節目，但1999年再次離開螢光幕前，而這一離就是十年，2009年因吃黑輪而被記者拍到，過一陣子後正式宣布復出，復出後的第一個節目則是先跟侯怡君主持的豬哥會社，也成功奪得2012年的金鐘獎最佳主持人獎，在這其間他也再次獲得秀場天王的稱號，可是在2014年他被檢查出罹患大腸癌，不過這個癌症並沒有打消他的主持夢想，在2013-2017年中也演出過許多電影，但在2017年3月份的因大腸癌末期而住進台大醫院，但在同年5月15日因腎衰竭而在淩晨5點10分於睡夢中安詳的離世。
- 2017年6月10日：齊柏林，52歲，曾經拍攝過許多記錄片，其中他以《看見台灣》奪得大家的欣賞、觀賞，也獲得齊導的稱號，2017年6月10日齊柏林搭乘淩天航空空拍直升機，在拍攝代表作《看見台灣》續集《看見台灣II》的空中勘景途中，於花蓮縣豐濱鄉長虹橋附近山區墜機殉難身亡。